# Ramah
Pour les articles homonymes, voir Raemaekers.
Ramah est le nom d'artiste de Henri-François Raemaeker (ou erronément Raemaekers). Cet artiste peintre autodidacte belge est né à Saint-Josse-ten-Noode en 1887 et est décédé à Bruxelles en 1947. 

## Biographie
Henri François Raemaeker (sans "s" final d'après son acte de naissance) est né à Saint-Josse-ten-Noode le 2 septembre 1887, à neuf heures du soir, au n° 2 de l’Impasse Debelder de la chaussée de Louvain, en la demeure de ses grands-parents. Sa mère, Valentine Emilie Raemaeker, qualifiée de « sans profession » en 1887, était née à Saint-Josse-ten-Noode le 8 novembre 1863, au n° 2 de l’Impasse Debelder. Les parents de celle-ci étaient Pierre François Raemaeker, menuisier de profession, né le 6 décembre 1833 à Saint-Josse-ten-Noode, et Jeanne Marie Selderslag, ménagère mais auparavant ouvrière batteuse d’or, de Woluwe-Saint-Etienne où elle était née le 20 janvier 1833 dans une famille de cultivateurs. Pierre François Raemaeker s’était marié à Saint-Josse-ten-Noode le 26 avril 1858 à Jeanne Marie Selderslag et l’acte de mariage montre que celle-ci fut très tôt orpheline puisque sa mère mourut le 29 janvier 1833, soit quelques jours après la naissance de sa fille et que son père mourut le 7 août 1833, soit six mois après la naissance de sa fille.
Il choisit vers 1904 le pseudonyme de Ramah et débute en 1909 comme aquafortiste au cercle Le Sillon.
En 1913, à l'âge de 25 ans, il exécute les quinze eaux-fortes utilisées pour une édition bibliophilique des Villages illusoires du poète Emile Verhaeren. L'année suivante, il illustre Ulenspiegel de Charles De Coster.
Il a fréquenté François Beauck qui l'a encouragé à poursuivre une carrière artistique, Rik Wouters, Fernand Schirren, Pierre Bonnard, Valerius De Saedeleer, Paul Maas et Guillaume Charlier. 
Il fait, dans les années 1920, de nombreux voyages en compagnie du peintre Paul Maas et séjourne avec lui à Etikhove, près de Renaix, dans l'entourage de Valerius De Saedeleer.
Ramah a peint principalement des paysages et des portraits. Il fit partie des fers de lance du fauvisme brabançon. En 1926, il adhère au Cercle des IX avec Hippolyte Daeye, Oscar Jespers, Willem Paerels, Frits van den Berghe, Edgard Tytgat, Gustave Van de Woestijne, Gustave De Smet et Constant Permeke.
Dès 1942, il eut comme élève le jeune Roger De Coninck (Diegem 1926 - Bligny 2002) qui fut un peintre de talent.
Il meurt à Bruxelles le 10 mars 1947 dans la pauvreté.

## Collections
|                                                       |
| Bolspelers, 1921, Musée royal des beaux-arts d'Anvers |

|                                                                   |
| Paul Gustave Van Hecke, 1920, Musée royal des beaux-arts d'Anvers |

|                                                          |
| Zittend naakt, 1921, Musée royal des beaux-arts d'Anvers |

|                            |
| Le Peintre, 1922, MSK Gent |

Ses œuvres sont exposées dans les institutions suivantes :
- Musée royal des beaux-arts d’Anvers
- Musée des beaux-arts de Mons, le BAM
- Musées royaux des beaux-arts de Belgique à Bruxelles

## Sélection d'œuvres
- Les Marins, lithographie